# 大突寮 (大里區)
大突寮，原寫為大突藔，是臺灣臺中市大里區的一個傳統地域名稱，位於該區中部。相較於今日行政區，其範圍大致包括大元里、中新里東南部、立德里西部不含西北角、立仁里南部凸出部分的中段。

## 歷史
台灣清治末期至日治初期，大突寮地區為一街庄，稱為「大突藔庄」，隸屬於藍興堡。該庄輪廓略呈東北—西南走向狹長形，西北與大里杙街、內新庄為鄰，東北與蕃仔藔庄為鄰，東南邊為草湖庄，西南邊為詹厝園庄。
1901年（日治明治三十四年）11月，全台廢縣廳改設二十廳，該庄隸屬於臺中廳。1903年（明治三十六年）6月，該庄編入「大里杙區」，隸屬於臺中廳。1909年（明治四十二年）10月，合併二十廳為十二廳，大里杙區隸屬不變。1920年（大正九年），全台地方制度大改正，廢十二廳改設五州二廳，該庄改制並雅化為「大突寮」大字，隸屬於臺中州大屯郡大里庄。
戰後大里庄改制為大里鄉，隸屬於臺中縣，大字亦改制為村。1950年10月，中、彰、投分治，大里鄉仍隸屬臺中縣。1993年11月因人口數達15萬升格為大里市，村亦改制為里。2010年12月，臺中縣市合併為直轄臺中市，大里鄉改制為大里區。

## 河川改道
在台灣日治初期，大里溪主流河道自內新庄、太平庄、蕃仔藔庄三界點起，係沿蕃仔藔庄、大突藔庄、詹厝藔庄的西北側／北側邊界下流；而頭汴坑溪主流河道自蕃仔藔庄、大突藔庄、草湖庄三界點起，係沿大突藔庄、詹厝藔庄東南側邊界下流，於詹厝園庄東南側與草湖溪匯合後，續向西北流至詹厝園庄極西點始與大里溪匯合。
經河川改道及整治後，20世紀後期的大里溪主流河道自上述三界點起，已改道向西南轉南南西流，於大突寮聚落東側納頭汴坑溪而奪其下游河道名稱改稱大里溪，續行與草湖溪匯合後的河道名稱亦改稱大里溪。而昔日大里溪下游舊河道已整治成為「中興大排水」，部分路線經截彎取直而與昔日略有不同。

## 聚落
本地區發展較早的聚落有大突藔，在日治期初期的官方地圖上已有記載。此外，本地區尚有頂厝子等聚落。

## 交通
省道台74線原稱「中彰快速道路」，現稱「快官霧峰線」，是彰化縣快官繞行臺中市區外圍至霧峰的快速道路，大致以北北東—南南西走向轉北向南蜿蜒經過本地區。由該道路向北北東可前往太平與台中市區交界地帶、太平西北部、北屯中部、潭子、北屯西北部、西屯、南屯、烏日等地，向南可前往草湖、柳樹湳並止於國道3號霧峰交流道。
省道台3線（國光路二段）俗稱「內山公路」，是臺北至屏東的幹道，大致以西北—東南走向經過本地區中部偏西地帶並穿越省道台74線高架橋下。由該道路向西北轉北北西可前往大里市區、台中市區、北屯、潭子等地，向東南轉南南東可前往霧峰、草屯、南投、名間等地。
區道中105線（大衛路）是大里至北霧峰的道路，其北側端點位於本地區西北部區道中106線路口。由此向東南經省道台74線高架橋下、大里溪橋後出境，轉南可前往草湖、霧峰市區西北部並止於省道台3線路口。該道路在2005年12月發行的《臺中縣霧峰鄉行政區域圖》誤標為鄉道106線，而在2006年1月發行的《臺中縣大里市行政區域圖》則標對名稱，不過兩者的起訖點位置皆標錯。
區道中105-1線（國中路）是大里至詹厝園的道路，其東側端點位於本地區西北部區道中106線路口。由此向西南西轉西南出境後，可前往詹厝園中部偏西南並止於省道台63線路口。
區道中106線（東里路、國中路）是光明至大突寮的道路，其東側端點位於本地區中部省道台3線路口。由此順路向西轉西北西再轉西再轉西南西，經區道中105線起點路口至區道中105-1線起點路口，轉北北西出境後，可於大里市區轉西北西再轉西微南前往五張犁本地區西南部五張犁聚落南側並止於縣道127號舊線路口。

## 學校
- 大里高中
- 立新國中（東南大半部）
- 大元國小